# Jakin

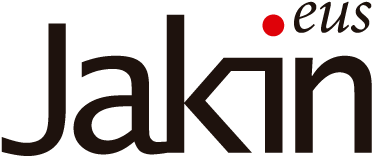
Logo de la cabecera de Jakin

Jakin ("Saber" en euskera) es una revista vasca en lengua vasca creada en 1956, cuyo ISSN es 0211-495X. Edita sobre temas sociales. Es miembro de ARCE (Asociación de Revistas Culturales Españolas).
En sus primeros tiempos Jakin estaba especializada en temas religiosos y educativos, y se editaba en el Santuario de Arantzazu (Guipúzcoa). Sus principales objetivos estaban constituidos por la defensa del euskera y el desarrollo de temáticas del ámbito de la sociología y la política. En 1967 la revista fue cerrada por la censura debido a su carácter afín a lo vasco y por su ideología socialista, permaneciendo sin editarse hasta la llegada de la democracia en 1977, año en el que volvió a publicarse. Actualmente, la revista está dirigida por el escritor, sociólogo, periodista y miembro de Euskaltzaindia (Real Academia de la Lengua Vasca) Joan Mari Torrealdai y ésta continúa con el cometido de reivindicar el valor intrínseco de la lengua vasca.
En 2006 obtuvo el premio Argizaiola de la Feria del Libro y del Disco Vasco de Durango.
Desde 2014 Lorea Agirre es la nueva directora